# JR Shikoku série 5000
La série 5000 (5000系, 5000-kei) est un type de rame automotrice exploitée par la compagnie Shikoku Railway Company (JR Shikoku).

## Description
Les rames sont composées de 3 caisses dont une à deux niveaux (série 5100) fabriquées par Kawasaki Heavy Industries et Tokyu Car Corporation.

## Histoire
Les rames sont mises en service le 1er octobre 2003.
La voiture à deux niveaux série 5100 est récompensée d'un Blue Ribbon Award en 2004.

## Affectation
Les rames de la série 5000 assurent les services Marine Liner entre Okayama et Takamatsu, généralement couplées avec une rame série 223-5000 de la JR West.

## Galerie photos

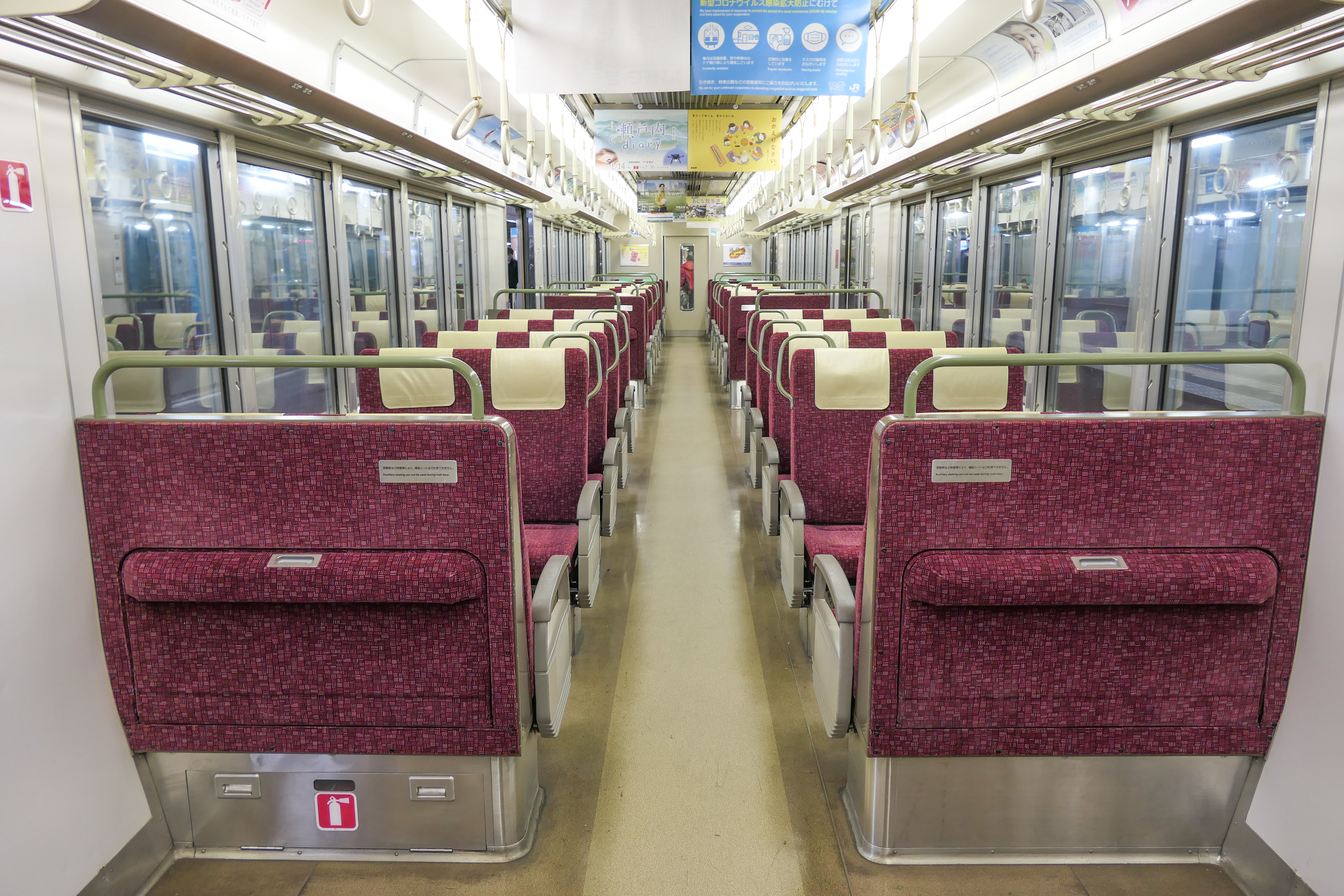
Classe standard
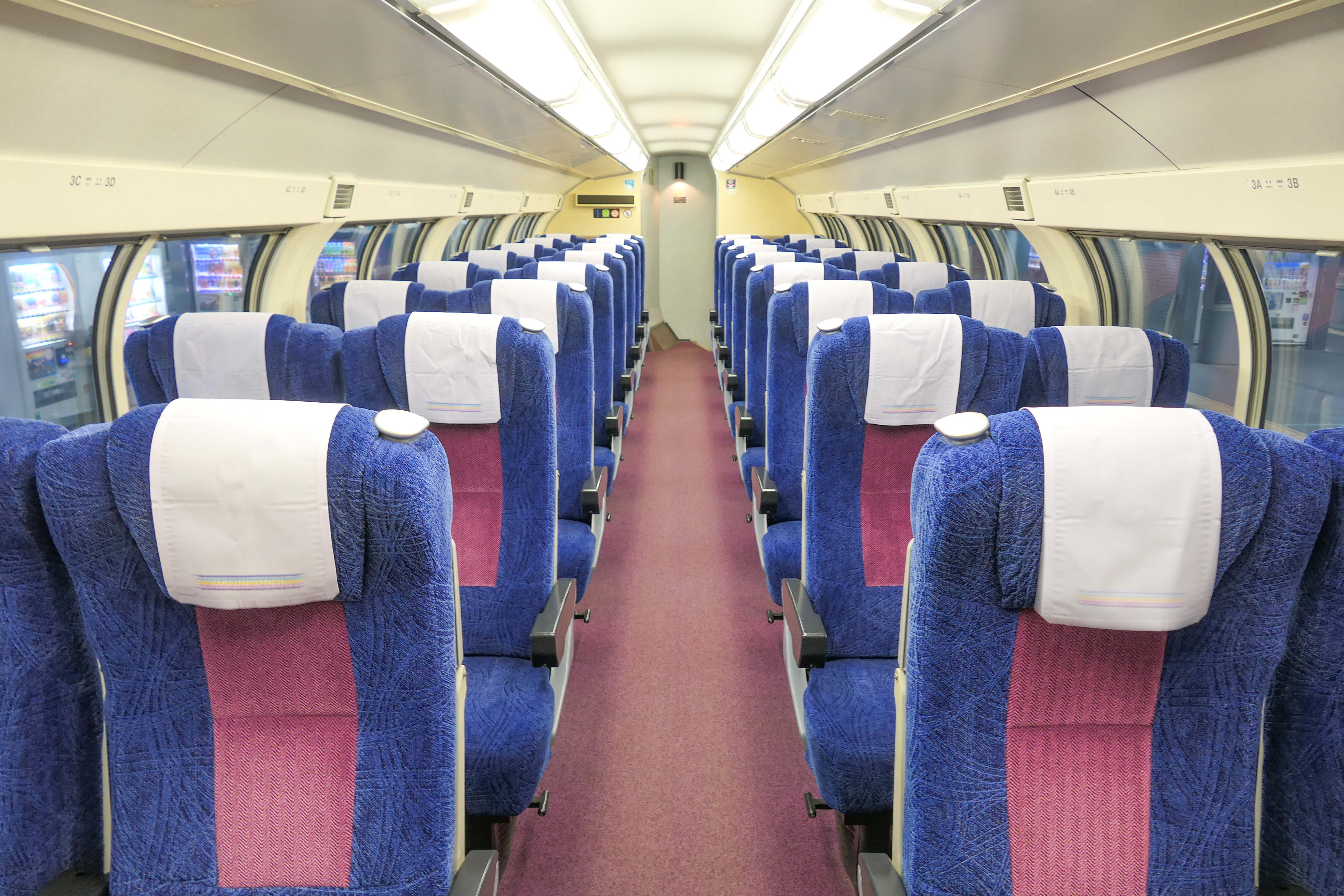
Green car
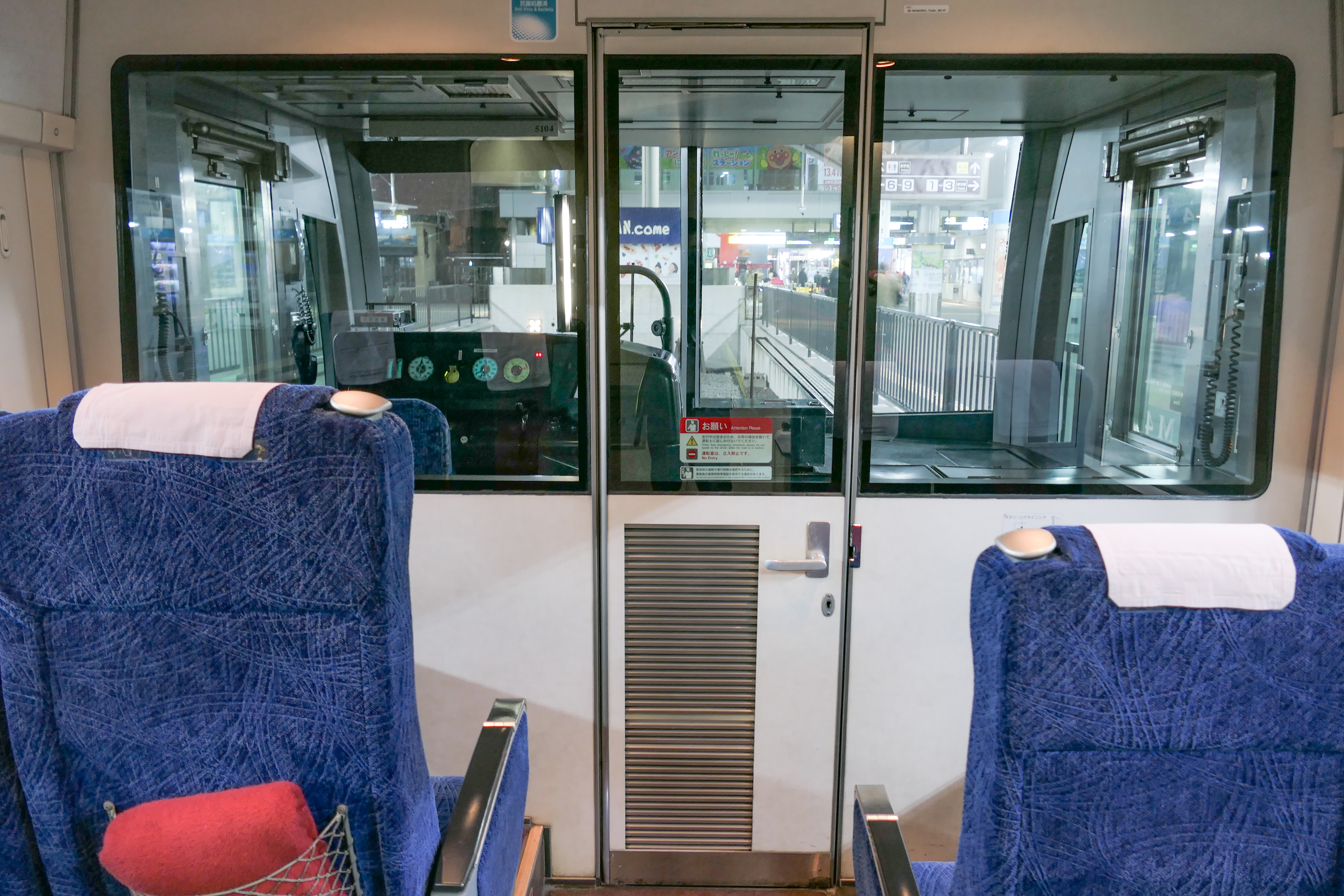
Cabine de conduite